# د ورو
د وِروْ (به انگلیسی: The Verve) یک گروه راک انگلیسی بود که در سال ۱۹۹۰ در ویگان پایه‌گذاری شد. اعضای بنیان‌گذار ریچارد اَشکرافت (آواز)، نیک مک‌کیب (گیتاریست)، سایمون جونز (باسیست) و پیتر سیلزبری (درامر) بودند. نوازندهٔ کیبورد، سایمون تانگ مدتی پس از شکل‌گیری ورو به آن‌ها پیوست.
د ورو در دوران فعالیت‌اش با مسائلی مانند تغییرات متعدد در ترکیب اعضا، فروپاشی و شکل‌گیری‌های مکرر، اعتیاد اعضای گروه و چند دعوای قانونی روبرو بود. دورهٔ اول فعالیت گروه تا سال‌های میانی دههٔ ۱۹۹۰ بود. آن‌ها تا سال ۱۹۹۵ ۲ آلبوم و چند ای‌پی منتشر کردند که فضایی سایکدلیک برآمده از اسپیس راک و شوگیزینگ داشتند. اوج درخشش آن‌ها در سال ۱۹۹۷ و با انتشارآلبوم سرودهای شهری و تک‌آهنگ «سویت سمفونی تلخ» بود که تنظیم ارکسترال آن توسط ویل مالون انجام شد و برای گروه تبدیل به یک موفقیت جهانی شد. مدتی بعد از کسب این موفقت و درآوریل ۱۹۹۹ فعالیت گروه به‌خاطر اختلاف‌های داخلی یک‌بار دیگر متوقف شد.
در سال ۲۰۰۷ اعضای اولیهٔ گروه بار دیگر گردهم آمدند. آن‌ها در سال ۲۰۰۸ یک تور برگزار کردند و در آگوست همان‌سال آلبوم ۴اُم‌شان با نام Forth روانهٔ بازار شد اما در سال ۲۰۰۹ برای سومین بار گروه از هم فروپاشید.

## آلبوم‌ها

### آلبوم‌های استودیویی
| نام آلبوم            | سال انتشار |
| -------------------- | ---------- |
| ۱. A Storm in Heaven | ۱۹۹۳       |
| ۲. A Northern Soul   | ۱۹۹۵       |
| ۳. Urban Hymns       | ۱۹۹۷       |
| ۴. Forth             | ۲۰۰۸       |